# Norwegischer Fußballpokal der Männer 1963
Der norwegische Fußballpokal 1963 (kurz auch NM-Cup 1963 genannt) war die 58. Austragung des Fußballpokalwettbewerbs der Männer. Pokalsieger wurde Skeid Oslo. Das Team setzte sich im Finale gegen Fredrikstad FK durch. Durch den Sieg qualifizierte sich Skeid für die Vorrunde im Europapokal der Pokalsieger 1964/65. Es war auch der erste Pokalwettbewerb an dem Vereine aus Nordnorwegen teilnahmen.

## 1. Runde
| Datum      |              | Ergebnis |                     |
| ---------- | ------------ | -------- | ------------------- |
| 01.06.1963 | SFK Lyn Oslo | 3:0      | Eidsvold Turn       |
|            | Brekstad BK  | 0:7      | Rosenborg Trondheim |
|            | Odds BK      | 10:20    | IK Grane Arendal    |
| 06.06.1963 | SK Trane     | 0:7      | Brann Bergen        |

- 60 weitere Spiele liegen nicht vor

## 2. Runde
| Datum      |                     | Ergebnis |              |
| ---------- | ------------------- | -------- | ------------ |
| 20.06.1963 | Hofslund IF         | 2:4      | SFK Lyn Oslo |
| 21.06.1963 | Brann Bergen        | 9:0      | Fana IL      |
| 22.06.1963 | Rosenborg Trondheim | 6:0      | SK Brage     |
| 25.06.1963 | SBK Drafn           | 2:1      | Odds BK      |

- 28 weitere Spiele liegen nicht vor

## 3. Runde
| Datum      |                     | Ergebnis  |                   |
| ---------- | ------------------- | --------- | ----------------- |
| 11.08.1963 | Sagene IF           | 2:1       | FK Ørn            |
|            | Aurskog IL          | 0:1       | Frigg Oslo FK     |
|            | Stavanger IF        | 1:3       | Sandefjord BK     |
|            | SK Falken           | 0:3       | Vålerenga Oslo    |
|            | Fredrikstad FK      | 3:1 n. V. | Larvik Turn       |
|            | SFK Lyn Oslo        | 5:1       | IL Hødd           |
|            | Skeid Oslo          | 9:0       | IF Pors           |
|            | Lillestrøm SK       | 4:6       | SK Ulf            |
|            | FK Gjøvik Lyn       | 6:0       | Kristiansund FK   |
|            | SBK Drafn           | 2:1       | Steinkjer FK      |
|            | Eik IF              | 2:2 n. V. | Greåker IF        |
|            | Bryne FK            | 1:2       | Brann Bergen      |
|            | Viking Stavanger    | 3:0       | Os TF             |
|            | Årstad IL           | 1:2 n. V. | SK Vard Haugesund |
|            | Rosenborg Trondheim | 2:4       | SFK Bodø-Glimt    |
|            | IL Sverre           | 2:4       | Raufoss IL        |

### Wiederholungsspiel
| Datum      |            | Ergebnis |        |
| ---------- | ---------- | -------- | ------ |
| 21.08.1963 | Greåker IF | 1:4      | Eik IF |

## 4. Runde
| Datum      |                   | Ergebnis  |                  |
| ---------- | ----------------- | --------- | ---------------- |
| 01.09.1963 | Sandefjord BK     | 1:2 n. V. | Skeid Oslo       |
|            | Frigg Oslo FK     | 1:0       | SFK Bodø-Glimt   |
|            | Vålerenga Oslo    | 1:1 n. V. | SBK Drafn        |
|            | Raufoss IL        | 1:5       | Fredrikstad FK   |
|            | SK Ulf            | 1:3       | FK Gjøvik Lyn    |
|            | SK Vard Haugesund | 1:5       | SFK Lyn Oslo     |
|            | Brann Bergen      | 0:1       | Sagene IF        |
|            | Eik IF            | 0:2       | Viking Stavanger |

### Wiederholungsspiel
| Datum      |           | Ergebnis |                |
| ---------- | --------- | -------- | -------------- |
| 11.09.1963 | SBK Drafn | 1:3      | Vålerenga Oslo |

## Viertelfinale
| Datum      |                  | Ergebnis  |                |
| ---------- | ---------------- | --------- | -------------- |
| 25.09.1963 | FK Gjøvik Lyn    | 2:1 n. V. | Sagene IF      |
| 29.09.1963 | SFK Lyn Oslo     | 0:5       | Skeid Oslo     |
|            | Viking Stavanger | 1:1 n. V. | Frigg Oslo FK  |
|            | Fredrikstad FK   | 3:0       | Vålerenga Oslo |

### Wiederholungsspiele
| Datum      |                  | Ergebnis  |                  |
| ---------- | ---------------- | --------- | ---------------- |
| 02.10.1963 | Frigg Oslo FK    | 0:0 n. V. | Viking Stavanger |
| 09.10.1963 | Viking Stavanger | 2:0       | Frigg Oslo FK    |

## Halbfinale
| Datum      |                  | Ergebnis |                |
| ---------- | ---------------- | -------- | -------------- |
| 20.10.1963 | FK Gjøvik Lyn    | 2:3      | Skeid Oslo     |
|            | Viking Stavanger | 0:2      | Fredrikstad FK |

## Finale
| Skeid Oslo                                  | Skeid Oslo | Fredrikstad FK | Fredrikstad FK |
| ------------------------------------------- | --- | --- | -------------- |
| Skeid Oslo                                  | \| Finale \| \| 27. Oktober 1963 in Oslo (Ullevaal-Stadion) \| \| Ergebnis: 2:1 n. V. (1:1, 0:1) \| \| Zuschauer: 31.444 \| \| Schiedsrichter: Kåre Furulund \| \| Spielbericht \|                                     | \| Finale \| \| 27. Oktober 1963 in Oslo (Ullevaal-Stadion) \| \| Ergebnis: 2:1 n. V. (1:1, 0:1) \| \| Zuschauer: 31.444 \| \| Schiedsrichter: Kåre Furulund \| \| Spielbericht \| | Fredrikstad FK |
| Skeid Oslo                                  | Kjell Kaspersen – Kjell Wangen, Finn Haglund – Finn Tøraasen, Frank Olafsen, Finn Thorsen – Erik Mejlo, Terje Gulbrandsen, Jan Mathisen, Bjørn Elvenes, Kai Sjøberg, Pål Sætrang, Terje Kristoffersen, Jan Gulbrandsen | Kai Henriksen – Kjell Andreassen, Per Mathisen – Roar Johansen, Hans Jakob Mathisen, Rolf Olsen – Bjørn Borgen, Arne Pedersen, Terje Høili, Per Kristoffersen, Jan Aas             | Fredrikstad FK |
| Skeid Oslo                                  | 1:1 Kai Sjøberg (50.) 2:1 Pål Sætrang (118.) | 0:1 Terje Høili (19.) | Fredrikstad FK |
| Finale                                      | | |                |
| 27. Oktober 1963 in Oslo (Ullevaal-Stadion) | | |                |
| Ergebnis: 2:1 n. V. (1:1, 0:1)              | | |                |
| Zuschauer: 31.444                           | | |                |
| Schiedsrichter: Kåre Furulund               | | |                |
| Spielbericht                                | | |                |